# En=Trance
En=Trance è un album in studio del compositore tedesco Klaus Schulze, pubblicato nel 1988.
A detta di molti, En=Trance segnò un miglioramento qualitativo della musica di Schulze dopo anni, e, a differenza delle ultime pubblicazioni, include brani lunghissimi.
En=Trance venne ripubblicato con una traccia bonus aggiunta.

## Tracce
Tutte le tracce sono state composte da Klaus Schulze
1. En=Trance – 18:53
2. α-Numerique – 16:28
3. Fm Delight – 17:28
4. Velvet System – 17:49
5. Elvish Sequencer (bonus track) – 8:02